# UFO CATCHER 9
UFO CATCHER 9はセガのUFO CATCHER®のシリーズ機。

## 解説
株式会社セガ フェイブが製造、販売しているボタンで操作する2本爪のクレーンゲーム。獲得口が大きく、様々な遊び方ができることが特徴的。プレイ人数は2人。2014年にから発売されており、2025年現在、多数のゲームセンターでよく見かける。後継機はUFO CATCHER 9 second、UFO CATCHER 9 thirdがある。アームは2本爪で以前のUFO CATCHER シリーズと比べると格段に現代的になっている。UFO CATCHER 9にはタッチパネルが付いており、タッチパネルより、各種設定や、必要コイン数などを表示することができる。タッチパネル方式なのでアップデートにより簡単にPrize ONなどのアプリと連携するためのQRコードを表示することができる。UFO CATCHER secondからはLED装飾も豊富で、UFO CATCHER 9(second、third)、Triple(twin、second)などと連携し、獲得演出をしたり、情報共有が可能。鍵は通常の鍵に加え、UFO KEYというものが存在する。UFO KEYをタッチパネル下の窪みに差し込むことで設定状況の確認やクレジットの追加などができる。UFO KEYで設定を確認できるがパワーの調整などはできない。前作のUFO8と同じアームベースを採用でアーム付け替えが簡単なのに加え角度調整機能を廃止し工具なしでワンタッチで爪の付け替えができるようになった、角度調整機能を廃止したため爪の角度の種類が増えた。UFO9では爪の種類も増えた。アームや爪の付け替えも簡単に行うことができる。

## 後継機
- UFO CATCHER 9 second
- UFO CATCHER 9 third

## アーム
- 純正アームは計5本
- SML、SM(曲線)
- 純正爪(正式名称シャベル)は計11種類ある。
- 爪は様々な角度があり、ラバーシャベルがある。

## 簡単な仕組みと仕様
※パワー関係や運営関係、その他機密情報は載せていない。
仕様
寸法：高さ1999mm、横幅1685mm、奥行き1050mm
質量：350kg
消費電力：159W 3.8A(AC100V 50/60Hz)
アーム軸
UFO CATCHERでは、縦をz軸、横をx軸、奥をy軸としている。
ステッピングモーターで制御されており、精密にxyz移動をすることが可能。
xメカ
xメカはyメカとzメカをベルトで横移動させる役割を持っており筐体天井に固定されておりxメカ自体は移動しない。
yメカ
yメカはzメカを奥移動させる役割を持つ。正面奥のくぼみにローラーをはめ、xメカ内部でyメカを横方向に引っ張るることでyメカとzメカの横移動をさせ、zメカをyメカ内部で奥方向に引っ張ることで奥移動を実現している。
zメカ
アームユニットを上昇/下降させる役割をもつ。zメカはyメカによって奥移動をしている。アームユニットをパイプ内部を通っているワイヤーで吊り上げる。
UFOメカ
アームを開閉する役割を持つ。2つのギアとばねでアームをそれぞれ開閉させている。

## UFO KEY
UFOCATCHER8から導入されたIC式の鍵。タッチパネル下部に差し込み口があり、そこにキーをさすことによってタッチパネルに設定画面を表示することができる。なお、UFOKEYを使って設定画面へアクセスした場合、クレジットのリセット/増加及び設定の確認など、最小限の設定しかできず、全ての設定画面へアクセスする場合はサービスドアを開けなければアクセスできない。UFOKEYの使用には、筐体にあらかじめ登録する必要があり、他店のUFOKEYなどを使用した不正利用を対策している。

## 筐体
筐体正面の左右には支えがなくとても開放感がある。株式会社セガが特許を所有している。
筐体上部は解体することによって、とりはずすことができる。店舗搬入時に解体搬入できるが、セガはあまりおすすめしていない。